# 카일리 로저스
카일리 로저스(영어: Kylie Rogers, 2004년 2월 18일 ~ )는 미국의 배우다. 드라마 《더 위스퍼스》에서 밍크스 로런스 역, 영화 《미라클 프롬 헤븐》에서 애나 빔 역으로 잘 알려져 있다.

## 출연 작품
- 스킨 (Skin) - 시에라 역
- 런 위드 더 헌티드 (Run with the Hunted)